# Beaver Dam (Kentucky)
Beaver Dam – miasto w Stanach Zjednoczonych, w stanie Kentucky, w hrabstwie Ohio.